# Bénédict Pictet

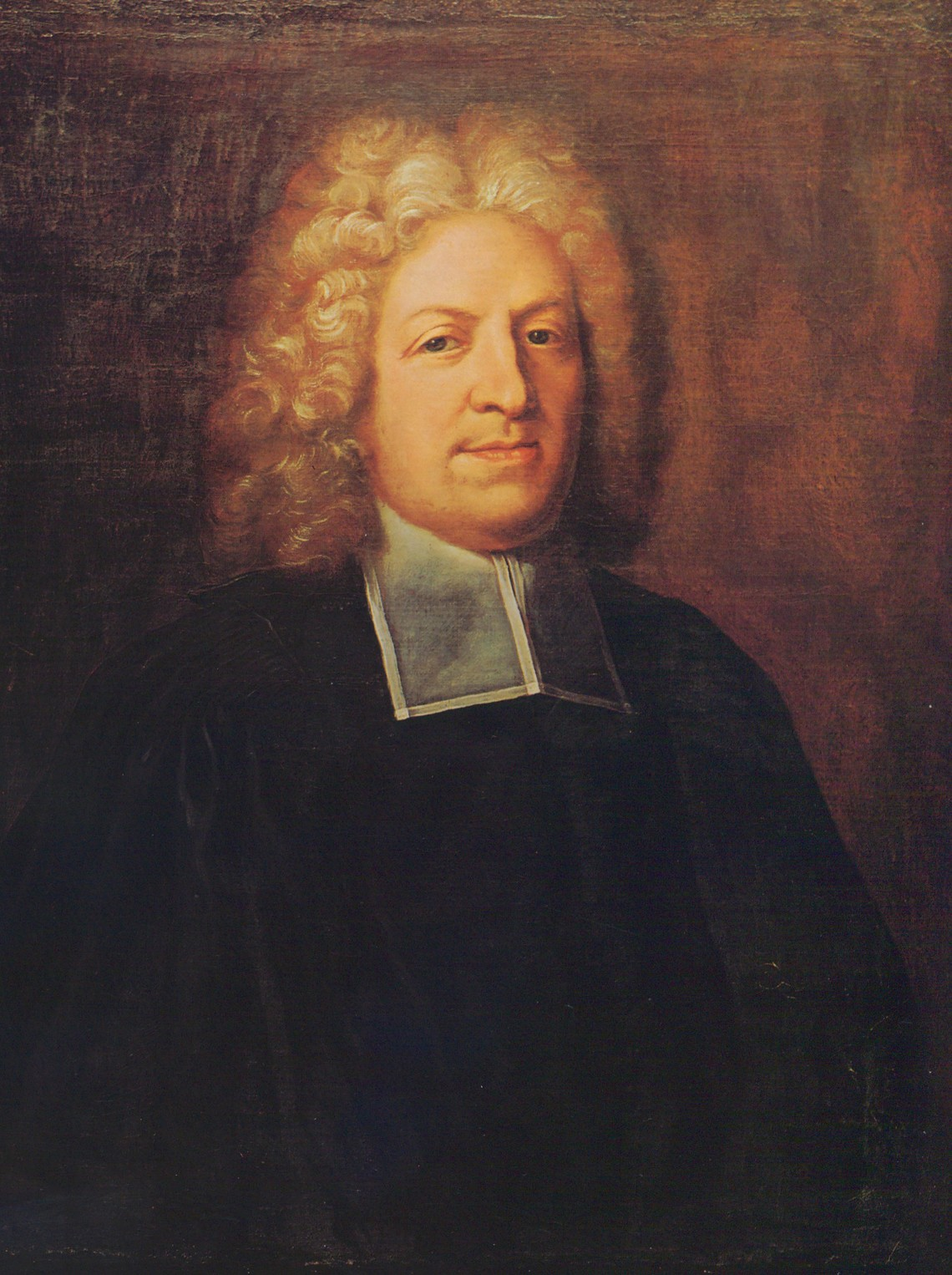
Bénédict Pictet

Bénédict Pictet, född (döpt den 20 maj) 1655 i Genève, död där den 9 juni 1724, var en schweizisk kalvinistisk teolog.
Bénédict Pictet kom från en gammal släkt i Genève. Han var son till syndikus Andreas Pictet och Barbe Turrettini. Han studerade under sin morbror, teologiprofessorn  François Turrettini. Vid 20 års ålder reste han med sin vän Antoine Léger till Frankrike, Nederländerna och England. Han avslutade sina studier i Leiden, under ledning av Friedrich Spanheim. 
Efter sin återkomst till Genève blev han pastor. 1686 efterträdde han Turrettini som professor i teologi. Inom området systematisk teologi publicerade Pictet två verk: Theologia Christiana (3 band, Genève, 1696, översatt till engelska 1834, Christian Theology) och Morale chrétienne (2 band, 1692).